# Arboretum de Jouéou
El Arboreto de Jouéou ( en francés: Arboretum de Jouéou también conocido como Arboretum Henri Gaussen) es un arboreto de 1.9 hectáreas de extensión, depende administrativamente del Jardín Botánico Henri Gaussen de Toulouse, se encuentra en Bagnères-de-Luchon, Francia.
El arboreto tiene el reconocimiento de "Collection National" por el Conservatorio de colecciones vegetales especializadas (CCVS) por su colección de coníferas de 250 taxones.
El código de identificación del Arboretum de Jouéou como  miembro del "Botanic Gardens Conservation Internacional" (BGCI), así como las siglas de su herbario es TOU.

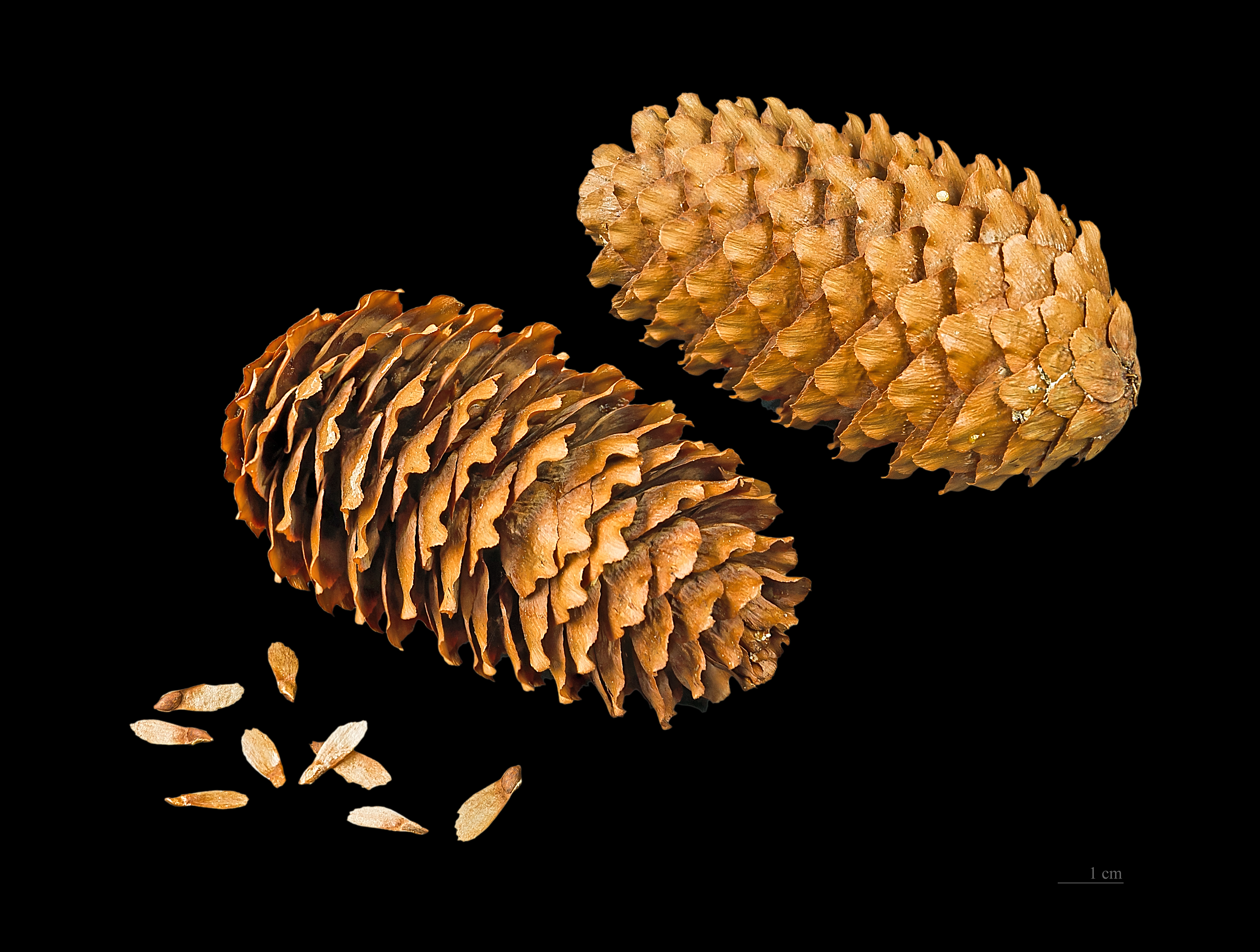
Picea likiangensis - MHNT

## Localización
Administración:
Arboretum de Jouéou Université Paul Sabatier, 39 allées Jules Guesde,
Toulouse, Haute-Garonne, Midi-Pyrénées, 31062 cedex 9 France-Francia.43°36′13.32″N 1°26′34.44″E / 43.6037000, 1.4429000
Ubicación:
Arboretum de Jouéou, Route de l'Hospice de France Bagnères-de-Luchon, Haute-Garonne, Midi-Pyrénées, France-Francia.
Planos y vistas satelitales.42°47′30″N 0°35′41″E / 42.791667, 0.594722
Se encuentra abierto todos los días, en los meses cálidos del año.

## Historia
El arboreto fue creado entre 1921 y 1928 por el Profesor Henri Gaussen.
Continúa siendo administrado por el Jardín Botánico Henri Gaussen de la Universidad Paul Sabatier en Toulouse.

## Colecciones
Alberga 250 taxones de coníferas procedentes de todo el mundo, de los cuales 186 se pueden encontrar de modo silvestre en la naturaleza y 64 son híbridos y cultivares, organizados de un modo sistemático con las especies de América en la zona oeste, y las del Mediterráneo, Europa Central, y Asia en el este.
El jardín se diseña con dos secciones:
- La colección botánica, en la cual las especies de coníferas están representadas por cuatro individuos, conteniendo más de 100 especies, la mayoría procedentes de Norteamérica y Eurasia.

- La colección de castas y variedades, que compara de lado a lado especímenes de la misma especie pero de diverso origen geográfico.

El arboreto tiene el reconocimiento del Conservatorio de colecciones vegetales especializadas (CCVS) por su colección de coníferas.